# Cristian Chávez
Cristian Gabriel Chávez est un footballeur argentin né le 4 juin 1987 à Lomas de Zamora, dans la province de Buenos Aires. Il évolue actuellement à l'Central Córdoba, prêté par le CA Independiente.

## Caractéristiques techniques
C'est un footballeur assez bon balle au pied qui joue le plus régulièrement dans le rôle d'attaquant latéral ou offensif externe sur l'aile gauche. Il a une bonne technique de balle, un bon contrôle, il n'est pas aussi rapide qu'il paraît mais il fait la différence avec sa superbe vision de jeu.

## Carrière

### Début au San Lorenzo et prêts
Il a commencé sa carrière en 2008 dans la première équipe du San Lorenzo de Almagro dans le match victorieux par 1 but à 0 contre le Racing Club de Avellaneda, pour passer ensuite en prêt durant l'année 2009 au Godoy Cruz et à l'Atlético Tucumán en 2010, en Primera B Nacional.

### Arrivée au Napoli
Durant le mercato 2011, Chàvez rejoint le SSC Napoli pour la somme de 650 000 euros pour appartenir à la moitié au club napolitain et l'autre moitié toujours au San Lorenzo. En manque de temps de jeu, il est prêté en août 2012 à Almirante Brown en Argentine.